# Sastrugi

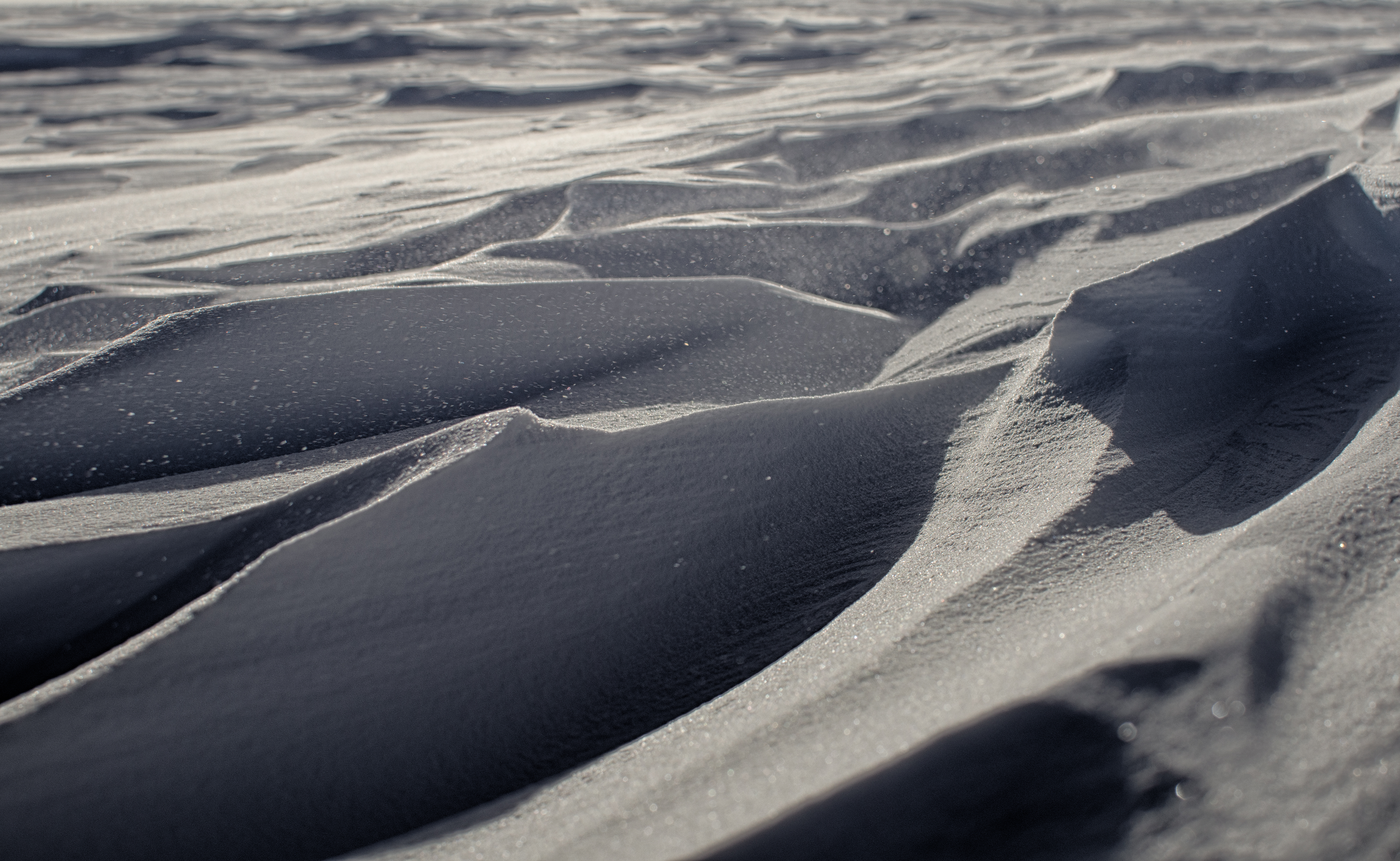
Il vento ha scolpito la neve vicino alla base permanente Amundsen-Scott, formando caratteristici sastrugi.

I sastrugi, o zastrugi, sono elementi formati dall'erosione della neve da parte del vento. Si trovano nelle regioni polari e nelle aree nevose e spazzate dal vento delle regioni temperate, come i laghi ghiacciati o le creste montuose. I sastrugi si distinguono per i punti rivolti controvento, simili ad incudini, che si muovono sottovento quando la superficie si erode. Questi punti di solito si trovano lungo creste perpendicolari al vento prevalente; sono ripidi sul lato sopravvento e inclinati sul lato sottovento. Le irregolarità più piccole di questo tipo sono note come increspature (piccole, alte ~ 10 mm) o creste del vento.
I sastrugi più grandi sono fastidiosi per sciatori e snowboarder. Viaggiare sulla superficie irregolare dei sastrugi può essere molto faticoso e può rischiare di rompere l'attrezzatura.